# Naganohara
Naganohara (jap. 長野原町 Naganohara-machi) – miasto w Japonii, na wyspie Honsiu, w prefekturze Gunma. Według danych na rok 2020 miejscowość zamieszkiwało 5 095 mieszkańców , a gęstość zaludnienia wyniosła 38,1 os./km².